# Sansa (manzana)
Sansa es el nombre de la variedad cultivar de manzano (Malus domestica). 
Un híbrido de manzana del cruce de 'Gala' x 'Tohoku 3'. Criado en 1969 gracias a una colaboración entre científicos de Japón y de Nueva Zelanda. Fue lanzada comercialmente en 1988. Las frutas tienen una carne de color crema es de textura crujiente, acuosa, áspera y aromática cuando se corta, y tiene un sabor agridulce equilibrado con toque de pomelo, azúcar de caña y acidez.

## Historia
'Sansa' es una variedad de manzana, híbrido del cruce de 'Gala' como Parental-Madre x el polen de 'Tohoku 3' como Parental-Padre. Las manzanas Sansa se desarrollaron a partir de una colaboración entre investigadores de la Estación Experimental de Manzanas de Aomori con sede en Japón y el doctor Don McKenzie del "Departamento de Ciencias Científicas e Investigación", conocido como "HortResearch" en "Havelock North" (Nueva Zelanda).
En 1969, el polen de la manzana japonesa 'Akane' (Tohoku 3) se envió por primera vez a Nueva Zelanda, donde el Dr. Don McKenzie realizó una polinización cruzada de la variedad con manzanas 'Gala'. Una vez que se completó el experimento, las semillas resultantes se enviaron de regreso a Japón al Dr. Yoshio Yoshida en la Estación de Investigación Morioka. El Dr. Yoshida continuó cultivando la variedad durante casi veinte años antes de lanzarla al mercado en 1988.

## Características
'Sansa' árbol de extensión erguida, de vigor moderadamente vigoroso. Tiene un tiempo de floración que comienza a partir del 8 de mayo con el 10% de floración, para el 12 de mayo tiene una floración completa (80%), y para el 20 de mayo tiene un 90% caída de pétalos.
'Sansa' tiene una talla de fruto medio; forma cónica con tendencia a redonda; epidermis es lisa, fina y resistente a las magulladuras, con color de fondo amarillo verdoso, con un sobre color rubor rojizo, y rayas de rojo brillante, importancia del sobre color medio-bajo, y patrón del sobre color rayas / moteado, con frecuencia hay una mancha de ruginoso-"russeting" de color rojizo alrededor de la cavidad del pedúnculo, ruginoso-"russeting" (pardeamiento áspero superficial que presentan algunas variedades) bajo; cáliz pequeño y cerrado, ubicado en una cuenca de profundidad media y anchura media, con las paredes de ligero fruncimiento; pedúnculo largo y de calibre delgado, colocado en una cavidad algo profunda y angosta, con un ligero ruginoso-"russeting"; pulpa de color crema, de textura crujiente, acuosa, áspera y aromática cuando se corta, y tiene un sabor agridulce equilibrado con toques de pomelo, azúcar de caña y acidez.
Su tiempo de recogida de cosecha se inicia a mediados de agosto. Las manzanas Sansa tienen una vida útil corta y solo se conservarán de 1 a 2 semanas si se almacenan en un lugar fresco, seco y oscuro. Se mantiene bien durante tan solo un mes en cámara frigorífica.

## Usos
Una excelente manzana para comer en postre de mesa, también se cocina bien, manteniendo su forma cuando se hornea en tartas, también pueden mezclarse con puré de manzana, hornearse ligeramente para hacer pan, muffins y tartas, o cortarse en rodajas finas y secarse para un uso prolongado.
Las manzanas Sansa están reconocidas como una de las variedades de manzana utilizadas para hacer sidras en el "Festival de la Sidra de Nueva Zelanda", este evento anual celebra la creciente industria de la sidra en la Ciudad de Nelson y se lleva a cabo en el "Founders Heritage Park".

## Ploidismo
Diploide, auto estéril. Grupo de polinización: C, Día 4.